# Neoseiulus
Neoseiulus is een mijtengeslacht uit de familie van de Phytoseiidae. De wetenschappelijke naam van het geslacht werd voor het eerst geldig gepubliceerd in 1948 door Hughes.

## Soorten
- Neoseiulus zaheri (El-Borolossy), 1985
- Neoseiulus accessus (Ueckermann & Loots, 1988)
- Neoseiulus aegyptocitri (Kandeel & El-Halawany, 1986)
- Neoseiulus agrafioticus Papadoulis, Emmanouel & Kapaxidi, 2009
- Neoseiulus agrestis (Karg, 1960)
- Neoseiulus akakius Beard, 2001
- Neoseiulus aleurites Ragusa & Athias-Henriot, 1983
- Neoseiulus alidis (Kolodochka, 1989)
- Neoseiulus allenrolfius (Denmark, 1993)
- Neoseiulus alpinus (Schweizer, 1922)
- Neoseiulus alustoni (Livshitz & Kuznetsov, 1972)
- Neoseiulus amicus (Chant, 1959)
- Neoseiulus angeliquae (Schicha, 1987)
- Neoseiulus angolaensis Ueckermann, Moraes & Zannou, 2006
- Neoseiulus anonymus (Chant & Baker, 1965)
- Neoseiulus antuensis (Wu & Ou, 2009)
- Neoseiulus apeuthus Beard, 2001
- Neoseiulus apkutik (Chant & Hansell, 1971)
- Neoseiulus arenarius Denmark & Edland, 2002
- Neoseiulus arenillus (Denmark & Muma, 1967)
- Neoseiulus argentinus Guanilo & Moraes, 2008
- Neoseiulus argillaceus (Kolodochka & Bondarenko, 1993)
- Neoseiulus aridus (De Leon, 1962)
- Neoseiulus aristotelisi Papadoulis, Emmanouel & Kapaxidi, 2009
- Neoseiulus arutunjani (Wainstein & Beglyarov, 1971)
- Neoseiulus asperisetatus Zannou, Moraes & Oliveira, 2006
- Neoseiulus astutus (Beglyarov, 1960)
- Neoseiulus atsak (Chant & Hansell, 1971)
- Neoseiulus australograminis (Wainstein, 1977)
- Neoseiulus baichengensis (Ma, 2002)
- Neoseiulus balios (Shahid, Siddiqui & Chaudhri, 1984)
- Neoseiulus balisungsongus (Schicha & Corpuz-Raros, 1992)
- Neoseiulus baraki (Athias-Henriot, 1966)
- Neoseiulus barkeri Hughes, 1948
- Neoseiulus barreti Kreiter, 2005
- Neoseiulus basiniformis (Wu & Ou, 2009)
- Neoseiulus baticola (Athias-Henriot, 1977)
- Neoseiulus bayviewensis (Schicha, 1977)
- Neoseiulus beihaiensis (Wu & Ou, 2009)
- Neoseiulus benicus (El-Badry, 1968)
- Neoseiulus benjamini (Schicha, 1981)
- Neoseiulus bennetti Denmark & Evans, 2011
- Neoseiulus bellinus (Womersley, 1954)
- Neoseiulus bheraensis Chaudhri, Akbar & Rasool, 1979
- Neoseiulus bicaudus (Wainstein, 1962)
- Neoseiulus brevicalix (Karg, 1993)
- Neoseiulus brevispinus (Kennett, 1958)
- Neoseiulus buxeus Beard, 2001
- Neoseiulus byssus Denmark & Knisley, 1978
- Neoseiulus californicus (McGregor, 1954)
- Neoseiulus callunae (Willmann, 1952)
- Neoseiulus calorai (Corpuz & Rimando, 1966)
- Neoseiulus camarus (El-Badry, 1968)
- Neoseiulus campanus Beard, 2001
- Neoseiulus cangaro (Schicha, 1987)
- Neoseiulus caobae (De Leon, 1965)
- Neoseiulus cappari Beard, 2001
- Neoseiulus caribbeanus (De Leon, 1965)
- Neoseiulus caruncula Chaudhri, Akbar & Rasool, 1979
- Neoseiulus carverae (Schicha, 1993)
- Neoseiulus casimiri (Schicha & Elshafie, 1980)
- Neoseiulus cavagnaroi (Schuster, 1966)
- Neoseiulus cecileae Kreiter, 2006
- Neoseiulus ceratoni (Ueckermann & Loots, 1988)
- Neoseiulus certus (Kolodochka, 1990)
- Neoseiulus chascomensis (Sheals, 1962)
- Neoseiulus chaudhrii Chant & McMurtry, 2003
- Neoseiulus chebalingensis (Wu & Ou, 2009)
- Neoseiulus chinensis Chant & McMurtry, 2003
- Neoseiulus cinctutus (Livshitz & Kuznetsov, 1972)
- Neoseiulus clinopodii (Ke & Xin, 1982)
- Neoseiulus coatesi (Schultz, 1972)
- Neoseiulus collegae (De Leon, 1962)
- Neoseiulus communis Denmark & Edland, 2002
- Neoseiulus conconiensis (Karg, 1976)
- Neoseiulus conicus Zannou, Moraes & Oliveira, 2006
- Neoseiulus constricticervix Zannou, Moraes & Oliveira, 2006
- Neoseiulus conterminus (Kolodochka, 1990)
- Neoseiulus copiosus Khan & Chaudhri, 1991
- Neoseiulus cozae Palevsky, Gal & Ueckermann, 2009
- Neoseiulus crataegi (Jorgensen & Chant, 1960)
- Neoseiulus cristatus (Wu & Ou, 2009)
- Neoseiulus cryptomeriae (Zhu & Chen, 1983)
- Neoseiulus culpus Denmark & Evans, 1999
- Neoseiulus curvus (Wu & Li, 1985)
- Neoseiulus daochengensis (Wu & Ou, 2009)
- Neoseiulus depilo Khan, Chaudhri & Khan, 1990
- Neoseiulus deqinensis (Wu & Ou, 2009)
- Neoseiulus dicircellatus (Wu & Ou, 1999)
- Neoseiulus dieteri (Schicha, 1979)
- Neoseiulus dishaformis (Wu & Ou, 2009)
- Neoseiulus disparis (Chaudhri, Akbar & Rasool, 1979)
- Neoseiulus comitatus (De Leon, 1962)
- Neoseiulus cree (Chant & Hansell, 1971)
- Neoseiulus cucumeris (Oudemans, 1930)
- Neoseiulus cucumeroides (De Leon, 1959)
- Neoseiulus cynodonae (Gupta, 1977)
- Neoseiulus desertus (Chant, 1957)
- Neoseiulus dissipatus (Kolodochka, 1991)
- Neoseiulus dodonaeae (Schicha, 1980)
- Neoseiulus draconis (Chaudhri, Akbar & Rasool, 1979)
- Neoseiulus dungeri (Karg, 1977)
- Neoseiulus echinochlovorus (Schicha & Corpuz-Raros, 1992)
- Typhlodromips driggeri (Specht, 1968)
- Neoseiulus edestes Beard, 2001
- Neoseiulus ellesmerei (Chant & Hansell, 1971)
- Neoseiulus engaddensis (Amitai & Swirski, 1970)
- Neoseiulus eremitus Beard, 2001
- Neoseiulus erugatus Ragusa & Athias-Henriot, 1983
- Neoseiulus esculentus (El-Badry, 1968)
- Neoseiulus eucolli (Karg, 1993)
- Neoseiulus exiguus (van der Merwe, 1968)
- Neoseiulus extricatus (Kolodochka, 1991)
- Neoseiulus fallacis (Garman, 1948)
- Neoseiulus fallacoides Tuttle & Muma, 1973
- Neoseiulus fauveli (Athias-Henriot, 1978)
- Neoseiulus ficusi (Gupta, 1986)
- Neoseiulus foramenis (Karg, 1970)
- Neoseiulus gansuensis (Wu & Lan, 1991)
- Neoseiulus ghanii (Muma, 1967)
- Neoseiulus gracilentus (Hirschmann, 1962)
- Neoseiulus gracilis (Muma, 1962)
- Neoseiulus hadiae Raza, Afzal, Bashir & Kamran, 2009
- Neoseiulus haimatus (Ehara, 1967)
- Neoseiulus halepensus Denmark & Evans, 2011
- Neoseiulus hamus (Karg, 1993)
- Neoseiulus hanselli (Chant & Yoshida-Shaul, 1978)
- Neoseiulus harrowi (Collyer, 1964)
- Neoseiulus harveyi (McMurtry & Schicha, 1987)
- Neoseiulus helmi (Schicha, 1987)
- Neoseiulus hengduanshanensis (Wu & Ou, 2009)
- Neoseiulus hippianae Denmark & Evans, 2011
- Neoseiulus hookaformis (Wu & Ou, 2009)
- Neoseiulus houstoni (Schicha, 1987)
- Neoseiulus huffakeri (Schuster & Pritchard, 1963)
- Neoseiulus huron (Chant & Hansell, 1971)
- Neoseiulus idaeus Denmark & Muma, 1973
- Neoseiulus ilicis Denmark & Evans, 2011
- Neoseiulus imbricatus (Corpuz & Rimando, 1966)
- Neoseiulus inabanus (Ehara, 1972)
- Neoseiulus inak (Chant & Hansell, 1971)
- Neoseiulus inculatus (Shahid, Siddiqui & Chaudhri, 1984)
- Neoseiulus indicus (Narayanan & Kaur, 1960)
- Neoseiulus inflatus (Kuznetsov, 1984)
- Neoseiulus innuit (Chant & Hansell, 1971)
- Neoseiulus inornatus (Schuster & Pritchard, 1963)
- Neoseiulus insularis (Athias-Henriot, 1978)
- Neoseiulus interfolius (De Leon, 1962)
- Neoseiulus iroquois (Chant & Hansell, 1971)
- Neoseiulus irungus El-Banhawy & Knapp, 2011
- Neoseiulus ishimutus El-Banhawy & Knapp, 2011
- Neoseiulus ivus Denmark & Evans, 2011
- Neoseiulus kapjik (Chant & Hansell, 1971)
- Neoseiulus karandinosi Papadoulis, Emmanouel & Kapaxidi, 2009
- Neoseiulus kearnae Beard, 2001
- Neoseiulus kennetti (Schuster & Pritchard, 1963)
- Neoseiulus kerri Muma, 1965
- Neoseiulus kikuyui El-Banhawy & Knapp, 2011
- Neoseiulus kodryensis (Kolodochka, 1980)
- Neoseiulus kolodotshkai (Kuznetsov, 1984)
- Neoseiulus koyamanus (Ehara & Yokogawa, 1977)
- Neoseiulus krugeri (van der Merwe, 1968)
- Neoseiulus lablabi (Ghai & Menon, 1967)
- Neoseiulus laesus Khan & Chaudhri, 1991
- Neoseiulus lamticus (Athias-Henriot, 1977)
- Neoseiulus lateralis (Tuttle & Muma, 1973)
- Neoseiulus latoventris (Karg & Edland, 1987)
- Neoseiulus lecki Beard, 2001
- Neoseiulus leigongshanensis (Wu & Lan, 1989)
- Neoseiulus letrauformis (Schicha & Corpuz-Raros, 1992)
- Neoseiulus leucophaeus (Athias-Henriot, 1959)
- Neoseiulus liangi Chant & McMurtry, 2003
- Neoseiulus linzhiensis (Wu & Ou, 2009)
- Neoseiulus lirhandae El-Banhawy & Knapp, 2011
- Neoseiulus liticellus (Athias-Henriot, 1966)
- Neoseiulus longanalis (Wu & Ou, 2009)
- Neoseiulus longilaterus (Athias-Henriot, 1957)
- Neoseiulus longisiphonulus (Wu & Lan, 1989)
- Neoseiulus longispinosus (Evans, 1952)
- Neoseiulus loxtoni (Schicha, 1979)
- Neoseiulus loxus (Schuster & Pritchard, 1963)
- Neoseiulus ludoviciana Denmark & Evans, 2011
- Neoseiulus lula (Pritchard & Baker, 1962)
- Neoseiulus luppovae (Wainstein, 1962)
- Neoseiulus lushanensis (Zhu & Chen, 1985)
- Neoseiulus lyrinus Beard, 2001
- Neoseiulus madeirensis Papadoulis & Kapaxidi, 2011
- Neoseiulus makedonicus (Papadoulis & Emmanouel, 1991)
- Neoseiulus makuwa (Ehara, 1972)
- Neoseiulus malaban Beard, 2001
- Neoseiulus marginatus (Wainstein, 1961)
- Neoseiulus marinellus (Muma, 1962)
- Neoseiulus marinus (Willmann, 1952)
- Neoseiulus martinicensis Moraes & Kreiter, 2000
- Neoseiulus mazurensis (Kropczynska, 1965)
- Neoseiulus mebeloi Zannou, Moraes & Oliveira, 2006
- Neoseiulus melaleucae (McMurtry & Schicha, 1987)
- Neoseiulus melinis Lofego & Moraes, 2003
- Neoseiulus mergentis Ahmad & Chaudhri, 1988
- Neoseiulus monomacrosetus (Tseng, 1976)
- Neoseiulus montanus (Wainstein, 1962)
- Neoseiulus morus Denmark & Evans, 2011
- Neoseiulus muganicus (Abbasova, 1970)
- Neoseiulus multiporus (Wu & Li, 1987)
- Neoseiulus mumae (Shehata & Zaher, 1969)
- Neoseiulus mumai (Denmark, 1965)
- Neoseiulus mukurweinensis El-Banhawy & Knapp, 2011
- Neoseiulus myrtea Chaudhri, Akbar & Rasool, 1979
- Neoseiulus nambalei El-Banhawy & Knapp, 2011
- Neoseiulus neoaurescens (Moraes & Mesa, 1988)
- Neoseiulus neobaraki Zannou, Moraes & Oliveira, 2006
- Neoseiulus neoghanii (Gupta, 1986)
- Neoseiulus neoparaki (Ehara, 1972)
- Neoseiulus neoreticuloides (Liang & Hu, 1988)
- Neoseiulus nescapi (Chant & Hansell, 1971)
- Neoseiulus nidus (Shahid, Siddiqui & Chaudhri, 1984)
- Neoseiulus nodus Denmark & Knisley, 1978
- Neoseiulus noosae (McMurtry & Schicha, 1987)
- Neoseiulus novaescotiae (Chant, 1959)
- Neoseiulus onzoi Zannou, Moraes & Oliveira, 2006
- Neoseiulus opimia (Shahid, Siddiqui & Chaudhri, 1984)
- Neoseiulus orientalis (El-Halawany & Kandeel, 1985)
- Neoseiulus orobos Ahmad & Chaudhri, 1988
- Neoseiulus ornatus (Athias-Henriot, 1957)
- Neoseiulus ostium Khan, Chaudhri & Khan, 1990
- Neoseiulus paloratus Beard, 2001
- Neoseiulus paraibensis (Moraes & McMurtry, 1983)
- Neoseiulus paraki (Ehara, 1967)
- Neoseiulus paramarinus Evans, 1988
- Neoseiulus parapopuli Papadoulis, Emmanouel & Kapaxidi, 2009
- Neoseiulus parvipilis (Athias-Henriot, 1978)
- Neoseiulus paspalivorus (De Leon, 1957)
- Neoseiulus pegasus (Schuster, 1966)
- Neoseiulus perfectus (Chaudhri, 1968)
- Neoseiulus perspectus (Kolodochka, 1992)
- Neoseiulus peruanas (El-Banhawy, 1979)
- Neoseiulus phragmitidis (Bozai, 1997)
- Neoseiulus pieteri (Schultz, 1972)
- Neoseiulus pingxiangensis (Wu & Ou, 2009)
- Neoseiulus placitus (Khan & Chaudhri, 1969)
- Neoseiulus planatus (Muma, 1962)
- Neoseiulus plantagenis (Kolodochka, 1981)
- Neoseiulus plumosus (Denmark & Muma, 1975)
- Neoseiulus pluridentatus Lofego & Moraes, 2003
- Neoseiulus poculi (Karg, 1976)
- Neoseiulus populi (Bozai, 1997)
- Neoseiulus pristisimilis (Karg, 1993)
- Neoseiulus provectus (Kolodochka, 1991)
- Neoseiulus pseudoherbarius Meshkov, 1994
- Neoseiulus pseudotauricus Papadoulis, Emmanouel & Kapaxidi, 2009
- Neoseiulus pseudoumbraticus (Chant & Yoshida-Shaul, 1982)
- Neoseiulus queenslandensis (McMurtry & Schicha, 1987)
- Neoseiulus rambami (Swirski & Amitai, 1990)
- Neoseiulus rancidus (Chaudhri, Akbar & Rasool, 1979)
- Neoseiulus recifensis Gondim Jr. & Moraes, 2001
- Neoseiulus reductus (Wainstein, 1962)
- Neoseiulus reticulatus (Oudemans, 1930)
- Neoseiulus reticuloides (Wainstein, 1975)
- Neoseiulus roumelioticus Papadoulis, Emmanouel & Kapaxidi, 2009
- Neoseiulus salicicola (Bozai, 1997)
- Neoseiulus saccatus (Wu & Ou, 2009)
- Neoseiulus salish (Chant & Hansell, 1971)
- Neoseiulus sarcobatus Denmark & Evans, 2011
- Neoseiulus saudiensis Negm, Alatawi & Aldryhim, 2012
- Neoseiulus scapilatus (van der Merwe, 1965)
- Neoseiulus scirpus Denmark & Evans, 2011
- Neoseiulus scoticus (Collyer, 1957)
- Neoseiulus segnis (Wainstein & Arutunjan, 1970)
- Neoseiulus sehlabatei (El-Banhawy, 2002)
- Neoseiulus setulus (Fox, 1947)
- Neoseiulus shambati (El-Badry, 1968)
- Neoseiulus shanksi Congdon, 2002
- Neoseiulus sharonensis (Rivnay & Swirski, 1980)
- Neoseiulus shiheziensis (Wu & Li, 1987)
- Neoseiulus simplexus (Denmark & Knisley, 1978)
- Neoseiulus sinaiticum (Amitai & Swirski, 1982)
- Neoseiulus sioux (Chant & Hansell, 1971)
- Neoseiulus smithmeyerae Ueckermann, Moraes & Zannou, 2006
- Neoseiulus sospesitis (Khan & Chaudhri, 1969)
- Neoseiulus sparaktes Beard, 2001
- Neoseiulus specus Beard, 2001
- Neoseiulus spicatus Denmark & Evans, 1999
- Neoseiulus spineus (Tseng, 1976)
- Neoseiulus sporobolus Tuttle & Muma, 1973
- Neoseiulus spuma Ahmad & Chaudhri, 1988
- Neoseiulus steinerae Beard, 2001
- Neoseiulus stolidus (Chaudhri, 1968)
- Neoseiulus striatus (Wu, 1983)
- Neoseiulus subreticulatus (Wu, 1987)
- Neoseiulus subrotundus (Wu & Lan, 1991)
- Neoseiulus subsaccatus (Wu & Ou, 2009)
- Neoseiulus subsolidus (Beglyarov, 1960)
- Neoseiulus sugonjaevi (Wainstein & Abbasova, 1974)
- Neoseiulus swartii Zack, 1969
- Neoseiulus tabis (Schuster & Pritchard, 1963)
- Neoseiulus tabularis Chaudhri, Akbar & Rasool, 1979
- Neoseiulus tainia Ahmad & Chaudhri, 1988
- Neoseiulus taiwanicus (Ehara, 1970)
- Neoseiulus tappani Denmark & Evans, 2011
- Neoseiulus tardus Khan & Chaudhri, 1991
- Neoseiulus tareensis (Schicha, 1983)
- Neoseiulus tauricus (Livshitz & Kuznetsov, 1972)
- Neoseiulus teke (Pritchard & Baker, 1962)
- Neoseiulus tekeleius El-Banhawy & Knapp, 2011
- Neoseiulus tenuisetae (Karg, 1993)
- Neoseiulus tervus Meshkov, 1994
- Neoseiulus thwaitei (Schicha, 1977)
- Neoseiulus tibielingmiut (Chant & Hansell, 1971)
- Neoseiulus tienhsainensis (Tseng, 1983)
- Neoseiulus tobirus Denmark & Evans, 2011
- Neoseiulus tobon (Chant & Hansell, 1971)
- Neoseiulus tornadus (Tuttle & Muma, 1973)
- Neoseiulus transversus Denmark & Muma, 1973
- Neoseiulus triangularis (Karg, 1994)
- Neoseiulus tshernovi (Kuznetsov, 1984)
- Neoseiulus tubus (Wu & Ou, 2009)
- Neoseiulus tunus (De Leon, 1967)
- Neoseiulus turangae (Kolodochka, 1982)
- Neoseiulus turpis Ahmad & Chaudhri, 1988
- Neoseiulus tuttlei Denmark & Evans, 2011
- Neoseiulus ulatei Denmark & Evans, 1999
- Neoseiulus uliginosus (Karg, 1976)
- Neoseiulus umbraticus (Chant, 1956)
- Neoseiulus umsteadi (Muma, Metz & Farrier, 1967)
- Neoseiulus uvidus (Shahid, Siddiqui & Chaudhri, 1984)
- Neoseiulus vallis (Schuster & Pritchard, 1963)
- Neoseiulus vanderlindei (van der Merwe, 1965)
- Neoseiulus vaseformis (Wu & Ou, 2009)
- Neoseiulus vasoides (Karg, 1989)
- Neoseiulus vehementis (Khan & Chaudhri, 1969)
- Neoseiulus veigai Gondim Jr. & Moraes, 2001
- Neoseiulus venustus (Chaudhri, 1968)
- Neoseiulus versutus (Beglyarov, 1981)
- Neoseiulus wanrooyae Beard, 2001
- Neoseiulus womersleyi (Schicha, 1975)
- Neoseiulus xizangensis (Zhu & Chen, 1985)
- Neoseiulus yanineki Zannou, Zundel, Hanna & Moraes, 2005
- Neoseiulus yanoi (Ehara, 1972)
- Neoseiulus yolo Denmark & Evans, 2011
- Neoseiulus yonganensis (Ma & Lin, 2007)
- Neoseiulus yumus Denmark & Evans, 2011
- Neoseiulus zwoelferi (Dosse, 1957)
- Neoseiulus kamalensis Bashir, Afzal & Ahmad, 2006
- Neoseiulus warrum Beard, 2001
- Neoseiulus elisiensis Stathakis, Kapaxidi & Papadoulis, 2013
- Neoseiulus neomarginatus Stathakis, Kapaxidi & Papadoulis, 2013
- Neoseiulus pannuceus Beard, 2001
- Neoseiulus brigarinus Beard, 2001
- Neoseiulus aceriae (Gupta, 1975)
- Neoseiulus arundonaxi^ Metwally & Sanad, 2005
- Neoseiulus consobrinus Chaudhri & Akbar, 1985
- Neoseiulus magnanalis (Thor, 1930)
- Neoseiulus grumantensis Kolodochka & Gwiazdwicz, 2014
- Neoseiulus sekeroglui Döker & Stathakis, 2014
- Neoseiulus demitei Rocha, Silva & Ferla, 2014
- Neoseiulus glycini Basha, 2002
- Neoseiulus mapuche Ferragut, 2015
- Neoseiulus thymeleae Tixier, Kreiter & Allam, 2016
- Neoseiulus jeca Lofego, Demite & Cavalcante, 2016
- Neoseiulus pranadae Karmakar & Gupta, 2015
- Neoseiulus congenitus Chaudhri & Akbar, 1985
- Neoseiulus garmani Tsolakis & Ragusa, 2016
- Neoseiulus ponticus Kolodochka & Bondarev, 2017
- Neoseiulus probatus Kolodochka & Bondarev, 2017
- Neoseiulus goiano Demite, Cavalcante & Lofego
- Neoseiulus petraeus Ferragut
- Neoseiulus badalingensis Fang & Wu